# 21 Years On
"21 Years On"은 아일랜드의 포크 그룹 더 더블리너스의 라이브 음반이다. 1983년 더블린에 있는 내셔널 콘서트 홀에서 더 더블리너스로서 첫 음반을 낸지 21년이 지난 것을 축하기 위해 녹음하였다. 숀 캐넌이 참여한 첫 번째 음반이며, 루크 켈리는 뇌종양으로 인해 더 이상 공연이 불가능해 그룹을 나갔다. 아일랜드 라디오-텔레비전에서 발매되었고, 콘서트 영화를 만들기도 하였다. 첼리스트인 나이젤 워렌그린도 등장한다.

## 트랙 리스트

### 사이드 원
1. "Fairmoye Lassies and Sporting Paddy"
2. "Finnegan's Wake"
3. "Banks of the Roses"
4. "The Button Pusher"
5. "Prodigal Son"

### 사이드 투
1. "Bantry Girls Lament"
2. "Sweet Georgia Brown"
3. "Kimmage"
4. "Seven Drunken Nights"
5. "Flop Eared Mule"

## 크레딧
- 로니 드루
- 바니 매케너
- 존 시헌
- 숀 캐넌
- 빌 키팅 - 텔레비전 프로듀서
- 필립 베글리
- 빌 머피 - 음반 커버 디자이너
- 존 로 - 사진